# Облогин, Виктор Александрович
Виктор Александрович Облогин (род. 7 января 1951, Холмечи, Брянская область, РСФСР, СССР) — российский государственный деятель, мэр Горно-Алтайска с 1992 года по 2017 год.

## Биография
Родился 7 января 1951 года в селе Холмечи Суземского района Брянской области в семье служащих.
После окончания школы приехал в Барнаул для поступления в Барнаульское высшее военное авиационное училище лётчиков, однако не прошёл по конкурсу, пошёл работать токарем на Алтайский завод агрегатов. В 1969—1971 годы проходил срочную службу в пограничных войсках на советско-китайской границе в районе острова Даманский. В 1976 году окончил автотранспортный факультет Алтайского политехнического института, распределён инженером-технологом в Горно-Алтайск в автоколонну № 1931, где вскоре стал начальником производства.
С 1979 по 1983 годы был вторым и первым секретарём горкома ВЛКСМ. В 1983 году назначен заместителем председателя горисполкома и вторым секретарём горкома КПСС. В декабре 1990 года избран заместителем председателя городского Совета народных депутатов.
20 февраля 1992 года избран главой администрации города Горно-Алтайска, многократно переизбирался. В 1996 году был легко ранен в голень в результате покушения на городской улице.
По состоянию на 2013 год занимает должность мэра Горно-Алтайска (4 марта 2012 года переизбран на пятилетний срок). Возглавляет городское отделение политической партии «Единая Россия».
14 июня 2016 года задержан и отправлен под домашний арест мэр Горно-Алтайска Виктор Облогин. Ему предъявлено обвинение в мошенничестве с использованием служебного положения и превышении должностных полномочий. У него изъят ранее принадлежавший муниципалитету автомобиль Toyota Land Cruiser 120 стоимостью 1,5 млн руб., который он приобрел, сфальсифицировав документы. Кроме того, полагает следствие, градоначальник организован схему спонсорской помощи мэрии на общую сумму более 15 млн руб., обложив местных предпринимателей «данью» с выделяемых им по республиканской целевой программе субсидий. Сам мэр комментировал ситуацию только с внедорожником, который, по его словам, он «купил у своего водителя».
Мэру Горно-Алтайска Виктору Облогину было предъявлено обвинение по двум эпизодам преступлений (ч. 4 ст. 159 УК РФ «Мошенничество, совершенное лицом с использованием своего служебного положения, в особо крупном размере» и ч. 2 ст. 286 УК РФ «Превышение должностных полномочий»). Об этом сообщила пресс-служба следственного управления (СУ) СКР по Республике Алтай (РА). В
Уголовное дело в отношении Виктора Облогина было возбуждено в марте 2016 года по фактам мошенничества при продаже внедорожника, принадлежащего муниципалитету, и незаконного изъятия денежных средств, предназначенных для субсидирования в рамках господдержки малого и среднего предпринимательства в РА.

## Награды
Награждён медалью «За воинскую доблесть» (1971), медалью ордена «За заслуги перед Отечеством II степени» (1998), орденом Преподобного Сергия Радонежского Московской патриархии.